# Оксовский
Оксовский — посёлок (в 1961—2013 — посёлок городского типа) в Плесецком районе Архангельской области  Российской Федерации. Административный центр Оксовского сельского поселения.

## География
Расположен на правом берегу Онеги, в 28 км от Плесецка.

## История
Статус посёлка городского типа с 1961 года.
С 2013 года — сельский населённый пункт.

## Население
| 1970  | 1979  | 1989  | 2002  | 2009  | 2010  | 2011  |
| ----- | ----- | ----- | ----- | ----- | ----- | ----- |
| 4497  | ↗8479 | ↘2887 | ↘2207 | ↘2008 | ↗2051 | ↗3607 |
| 2012  | 2013  |       |       |       |       |       |
| ↘1971 | ↘1943 |       |       |       |       |       |

## Экономика
Лесозаготовка. Железнодорожная станция Наволок Заонежской железной дороги.

## Достопримечательности
В центре Оксовского находится глубокий родник, рядом с ним расположен мемориал бойцам Красной армии.